# 職業訓練指導員 (電気工事科)
職業訓練指導員 (電気工事科)（しょくぎょうくんれんしどういん でんきこうじか）は、職業訓練指導員免許のうちの1つ。厚生労働省管轄。
職業能力開発促進法のカリキュラムのうち、経済産業省の第二種電気工事士養成施設に指定されている科目を教える場合にあっては必ず取得しておかなければならない。
また旧職業訓練法では、電工の職業訓練指導員免許に相当する。
なお、電気工事科の職業訓練指導員免許は一旦廃止され、電気科の職業訓練指導員免許に統一されていた時期があった。この期間の電気科については電気工事科の職業訓練指導員免許と相当とされる。これは、経済産業省（旧通商産業省）側の第二種電気工事士養成施設の教鞭をとるために必要なカリキュラムと、当時の電気科の職業訓練指導員免許を取得するためのカリキュラムの要素（シラバス）を比較した際、大きく欠けている点が見つかったためであり、この後に電気工事科の職業訓練指導員免許が復活した経緯がある。
なお、この職業訓練指導員免許は、相当する技能士および技能検定はなく、試験を実施している都道府県が圧倒的に少ない。申請に際しての厳密な履修カリキュラム(シラバス)があるため、理容科、美容科、鍛造科に続いて事実上の取得が難しい職業訓練指導員免許となっている。ただし、職業能力開発総合大学校長期課程電気システム工学科を卒業した者には申請により免許が与えられるので前の3科に比べれば取得は遥かに容易である。

## 受験資格
職業訓練指導員免許の受験資格と試験免除を参照。

## 試験科目

### 学科試験
1. 指導方法（職業訓練原理、教科指導法、訓練生の心理、生活指導及び職業訓練関係法規）
2. 関連学科
  1. 系基礎学科
    1. 電気理論（電気磁気学　直流及び交流理論）
    2. 電気機器（電気機器　電気材料）
    3. 電気製図（読図法）
    4. 計測工学（電気計測　測定及び試験）
    5. 安全衛生（安全管理　衛生管理）
    6. 関係法規（電気事業法　電気工事士法）

  2. 専攻学科
    1. 配線設計（受電設備設計　引込配線設計　屋内配線設計）
    2. 電気工事（接地工事　受電設備配線　引込配線工事　高圧線工事　屋内配線工事　関連設備）

### 実技試験
1. 電気工事(第一種電気工事士は免除)
2. 動力制御回路工事